# さよならストレンジャー
『さよならストレンジャー』は、くるりの1枚目のアルバム。1999年4月21日発売。

## 概要
- くるりのメジャー1stアルバムであり、元四人囃子の佐久間正英をプロデューサーに迎え短期間で録音された。
- ギターロック系の曲だけでなく、インストゥメンタルである「ハワイ・サーティーン」や「葡萄園」など実験的要素を含む曲もこの頃から存在する。
- 「ブルース」の後に「ランチ」の続きが流れる。
- メンバーがジャケットに大きく写っている唯一のオリジナルアルバムである（メンバーがジャケットに写っているアルバムは、こちらと『坩堝の電圧』のみ）。
- 写真は佐内正史が撮影している。

## 収録曲
| 全編曲: くるり & 佐久間正英（特記以外）。 |                                               |           |                             |       |
| #                                         | タイトル                                      | 作詞      | 作曲                        | 時間  |
| 1.                                        | 「ランチ」                                    | 岸田繁    | 岸田繁                      | 2:02  |
| 2.                                        | 「虹」                                        | 岸田繁    | 岸田繁                      | 4:56  |
| 3.                                        | 「オールドタイマー」                          | 岸田繁    | 岸田繁                      | 3:36  |
| 4.                                        | 「さよならストレンジャー」                    | 岸田繁    | 岸田繁                      | 5:40  |
| 5.                                        | 「ハワイ・サーティーン」                      | ‐         | 佐藤征史                    | 1:50  |
| 6.                                        | 「東京 ～アルバムミックス」                   | 岸田繁    | 岸田繁                      | 5:27  |
| 7.                                        | 「トランスファー」                            | 岸田繁    | 岸田繁                      | 2:52  |
| 8.                                        | 「葡萄園」(編曲: くるり & シュガーフィールズ) | -         | くるり & シュガーフィールズ | 1:09  |
| 9.                                        | 「7月の夜」                                   | 岸田繁    | 岸田繁                      | 4:09  |
| 10.                                       | 「りんご飴」                                  | 岸田繁    | 岸田繁                      | 5:41  |
| 11.                                       | 「傘」                                        | 岸田繁    | 岸田繁                      | 5:01  |
| 12.                                       | 「ブルース」                                  | 岸田繁    | 岸田繁                      | 8:46  |
| 合計時間:                                 | 合計時間:                                     | 合計時間: | 合計時間:                   | 51:09 |

### 曲解説
1. ランチ
佐藤がコントラバスを演奏している。
2. 虹
2ndシングル。ギターの岸田繁曰く「くるりを象徴している曲」。
3. オールドタイマー
鉄道をモチーフにしている。「青い空」とともにライブでは盛り上がる曲。デモテープ『くるりの一回転』の頃には既に存在していた楽曲である。
4. さよならストレンジャー
岸田曰く、自身の高校時代を歌った曲。
5. ハワイ・サーティーン（作曲：佐藤征史）
インストゥルメンタル曲。スライドギターやヴィブラフォン、岸田の声、紙を破く音、スプーンの音などを用いた実験的な曲。
6. 東京 ～アルバムミックス
1stシングルのアルバムミックス。全体的にエフェクトが抑えられて、クリアでライブ感のある強拍になっている。イントロのギターフレーズが右チャンネルのみからセンターポジションになっている。
7. トランスファー
一時期アンコールで演奏されることが多かった。
8. 葡萄園
シュガーフィールズが編曲に参加したインストゥルメンタル曲。セッションを逆回転させ、深いリバーブをかけている。
9. 7月の夜
歌詞は実話に基づいているとされる。
10. りんご飴
2ndシングルのカップリング。アコースティックギターがメインの弾き語り調の曲。カップリングコンパイルアルバム『僕の住んでいた街』にも収録された。
11. 傘
サビ以外のドラムパートは打ち込みによるもの。
12. ブルース
曲の終盤に「ランチ」の続きが流れる[1][2][3]。

## 演奏
- 岸田繁
  - Vocal (#1.2.3.4.6.7.9.10.11.12)
  - Background Vocal (#1.2.3.6.7.12)
  - Electric Guitar (#1.2.3.4.6.7.8.9.11.12)
  - Acoustic Guitar (#2.4.9.10.12)
  - 声、鋏、紙、指 (#5)
  - Maracas (#9.11)
  - Samples, Effects (#11)
  - Piano (#12)

- 佐藤征史
  - Contrabass (#1.10)
  - Electric Bass (#2-9.11.12)
  - Vibraphone, Slide Guitar (#5)
  - Background Vocal (#3.6.9.12)
  - Edit (#8)
  - Samples (#11)

- 森信行
  - Drums (#1.2.3.4.6.7.8.9.11.12)
  - スプーン (#5)
  - Tambourine (#7)
  - Conga (#11)
  - Noise Effects (#12)
  - Background Vocal (#6)

- 佐久間正英
  - Piano (#2.6.10)
  - Organ (#2.9.12)
  - Pianica (#12)

- シュガーフィールズ：Tape Reverse & Effects (#8)